# 匠台
匠台（たくみだい）は、兵庫県小野市の地名。郵便番号675-1322。2014年1月31日現在、人口285（外国人含む）、206（外国人除く）、世帯数は、145世帯（外国人含む）、80世帯（外国人除く）。

## 地理
匠台は兵庫県小野市の工業地域である。流通業務団地エリアと小野工業団地エリアがある。未開発地域が多く見られる。また、小野市では珍しく、電柱が1つも立っていない。

## 歴史
1989年に街開きされた。

### 年表
- 1989年4月 - 小野工業団地が完成する[2]。
- 1991年10月 - 流通等業務団地着工する[2]。
- 1992年4月 - 小野工業団地管理センター（匠台テクノプラザ）完成する[2]。
- 1994年9月 - 流通等業務団地完成する[2]。

## 土地利用
当地区は、工業専用地域あるいは第1種住居地域である。

## 交通

### 鉄道
- 地内に利用できる鉄道駅はない。最寄駅は神戸電鉄大村駅を降りて、徒歩約25分・タクシーで約7分。

### バス
- 神姫バス - 匠台　鉄道駅に直通するバスは利用できない。
- らんらんバス(小野市コミュニティバス)
  - 匠台ルート - 神戸電鉄樫山駅より、平日及び土曜日の朝夕に運行。

### 道路
- 国道175号
- 兵庫県道23号三木宍粟線
- 兵庫県道510号万勝寺久留美線

## 施設

### 企業
- OBB小野工場
- シメックス商事小野配送センター
- 神戸日野自動車小野支店
- 明石化成工業小野工場
- セッツカートン小野工場
- 藤原産業匠台商品センター
- サガシキ印刷関西小野工場
- 日本ハム小野工場
- シスメックス小野工場
- 日立マクセル小野工場
- 関西ペイント小野事業所
- 鯛勝産業小野工場
- 東研サーモテック播磨工場
- 大日本印刷小野工場
- 新明和工業小野工場
- アライド・ダイヤモンド
- 神菱小野本社小野工場

### その他の施設
- ゲストハウス小野オリエンタル
- 榊公園
- 匠台公園